# Trichopterigia yoshimotoi
Trichopterigia yoshimotoi är en fjärilsart som beskrevs av Katsumi Yazaki 1987. Trichopterigia yoshimotoi ingår i släktet Trichopterigia och familjen mätare. Inga underarter finns listade i Catalogue of Life.